# خوسي غوميز
خوسي غوميز (بالإنجليزية: Jose Gomez)‏ (12 مارس 1979 بفالريكو في الولايات المتحدة - ) هو مدرب كرة قدم ولاعب كرة قدم أمريكي في مركز الوسط. لعب مع فيرجينيا بيتش مارينرز وCharlotte Eagles ‏.